# Trasserkidrilus harmani
Trasserkidrilus harmani är en ringmaskart. Trasserkidrilus harmani ingår i släktet Trasserkidrilus och familjen glattmaskar. Inga underarter finns listade i Catalogue of Life.